# Phrynobatrachus stewartae
Phrynobatrachus stewartae är en groddjursart som beskrevs av John C. Poynton och Donald G. Broadley 1985. Phrynobatrachus stewartae ingår i släktet Phrynobatrachus och familjen Phrynobatrachidae. IUCN kategoriserar arten globalt som otillräckligt studerad. Inga underarter finns listade i Catalogue of Life.